# Саннесшеен

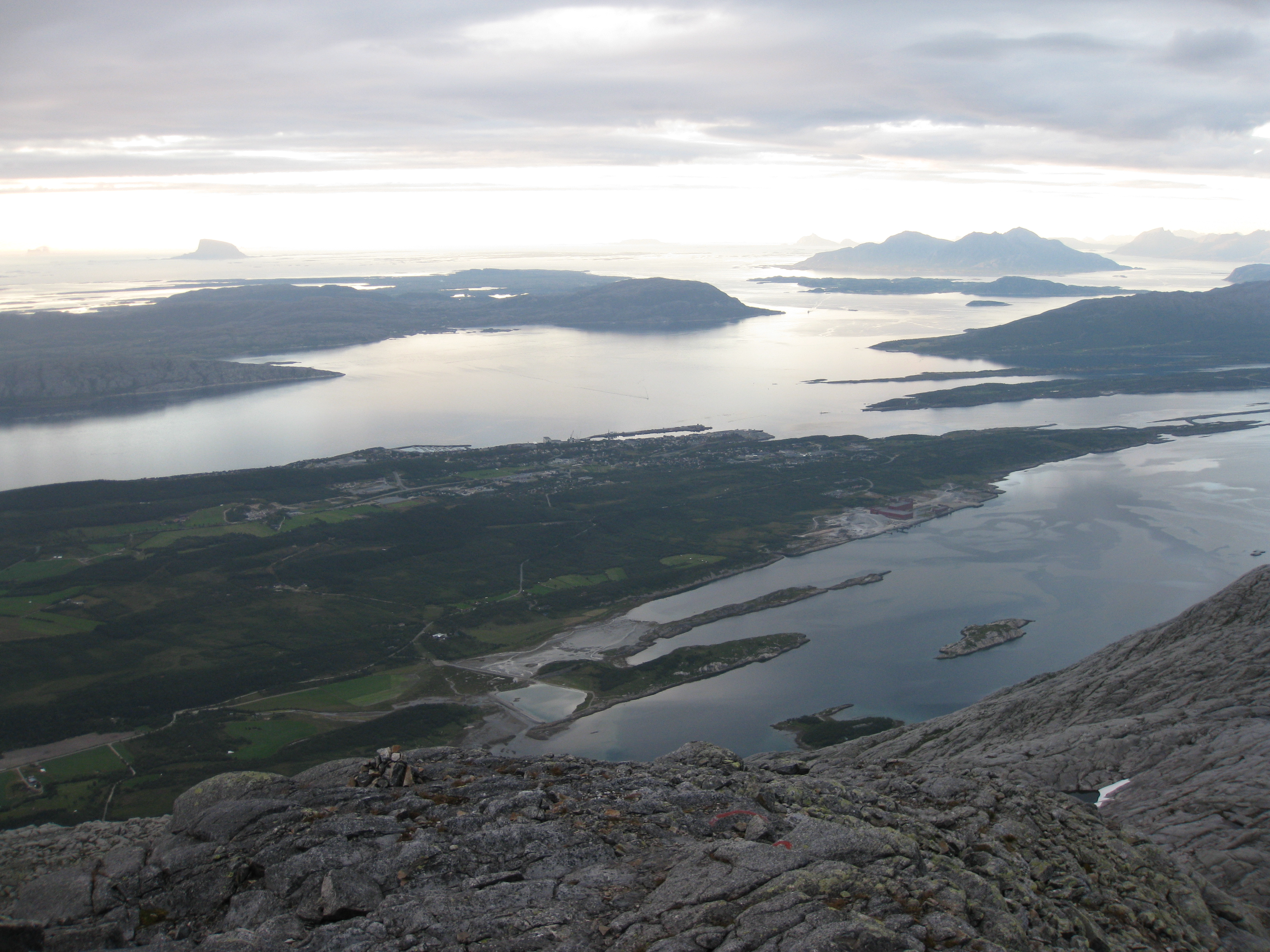
Вид на Саннесшеен і його околиці з вершини гори Ботнкрона

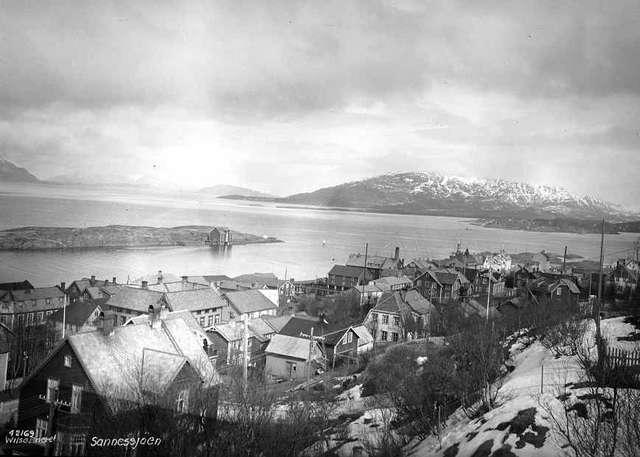
Саннесшеен в 1935 році

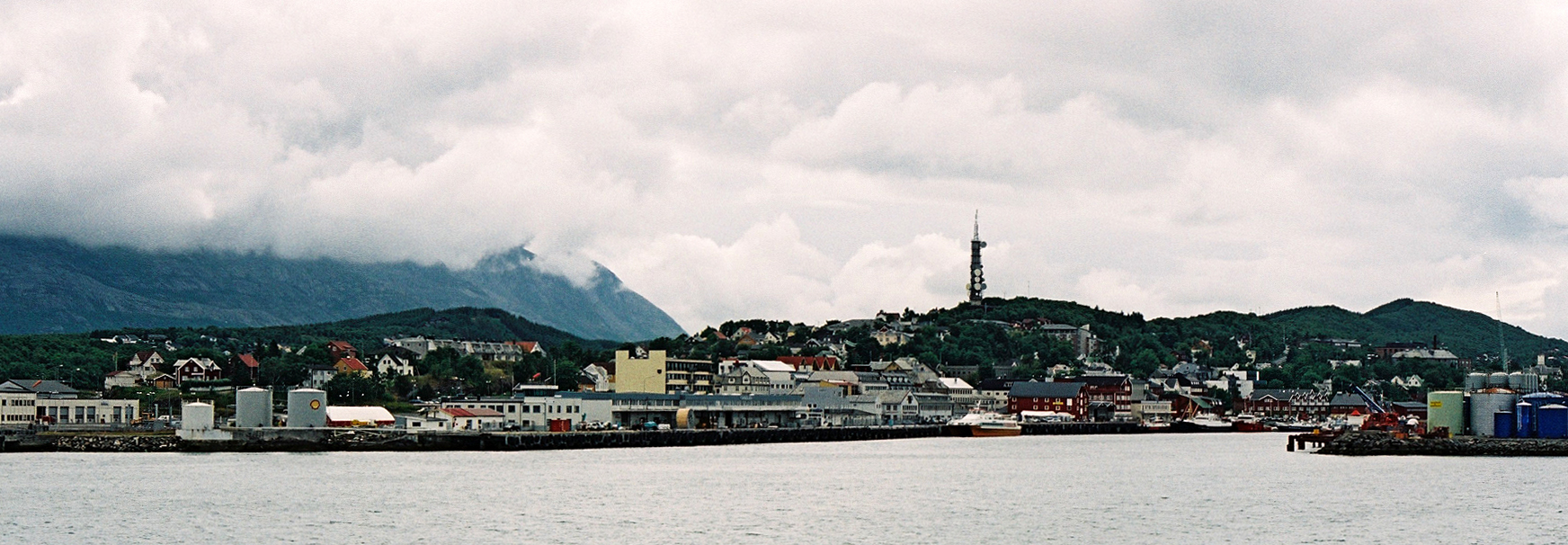
Саннесшеен

Саннесшеен (норв. Sandnessjøen) — адміністративний центр комуни Алстагеуг у фюльке Нурланн. Населення міста становило 5711 жителів на 1 січня 2009 року. Отримав міське самоврядування у 1999 році.
Саннесшеен розташований на острові Алстен, уздовж гірського хребта  Семи сестер.
Місто було окремої комуною з 1899 по 1965 роки, після чого увійшов до складу комуни Алстагеуг. У період з 1899 по 1948 рік комуна називалася Стамнес (норв. Stamnes).